# Jean Rigaud (écrivain)
 (avril 2024).
La mise en forme du texte ne suit pas les recommandations de Wikipédia : il faut le « wikifier ».
Les points d'amélioration suivants sont les cas les plus fréquents. Le détail des points à revoir est peut-être précisé sur la page de discussion.
- Les titres sont pré-formatés par le logiciel. Ils ne sont ni en capitales, ni en gras.
- Le texte ne doit pas être écrit en capitales (les noms de famille non plus), ni en gras, ni en italique, ni en « petit »…
- Le gras n'est utilisé que pour surligner le titre de l'article dans l'introduction, une seule fois.
- L'italique est rarement utilisé : mots en langue étrangère, titres d'œuvres, noms de bateaux, etc.
- Les citations ne sont pas en italique mais en corps de texte normal. Elles sont entourées par des guillemets français : « et ».
- Les listes à puces sont à éviter, des paragraphes rédigés étant largement préférés. Les tableaux sont à réserver à la présentation de données structurées (résultats, etc.).
- Les appels de note de bas de page (petits chiffres en exposant, introduits par l'outil «  Source ») sont à placer entre la fin de phrase et le point final[comme ça].
- Les liens internes (vers d'autres articles de Wikipédia) sont à choisir avec parcimonie. Créez des liens vers des articles approfondissant le sujet. Les termes génériques sans rapport avec le sujet sont à éviter, ainsi que les répétitions de liens vers un même terme.
- Les liens externes sont à placer uniquement dans une section « Liens externes », à la fin de l'article. Ces liens sont à choisir avec parcimonie suivant les règles définies. Si un lien sert de source à l'article, son insertion dans le texte est à faire par les notes de bas de page.
- La présentation des références doit suivre les conventions bibliographiques. Il est recommandé d'utiliser les modèles {{Ouvrage}}, {{Chapitre}}, {{Article}}, {{Lien web}} et/ou {{Bibliographie}}. Le mode d'édition visuel peut mettre en forme automatiquement les références.
- Insérer une infobox (cadre d'informations à droite) n'est pas obligatoire pour parachever la mise en page.

Pour une aide détaillée, merci de consulter Aide:Wikification.
Si vous pensez que ces points ont été résolus, vous pouvez retirer ce bandeau et améliorer la mise en forme d'un autre article.
Pour les articles homonymes, voir Jean Rigaud et Rigaud.
Jean  Rigaud, né le 23 décembre 1924 à Neuilly-sur-Seine et mort le 19 novembre 2005 à Genève, est un écrivain et un photographe dont l'œuvre est en marge des tendances littéraires et artistiques majoritaires à son époque.

## Vie
Jean  Rigaud nait à Neuilly-sur-Seine le 23 décembre 1924. C'est le fils d’un ingénieur des ponts et chaussées. Il fait ses études primaires et secondaires au lycée Pasteur à Neuilly. Admis en hypokhâgne puis en khâgne au lycée Henri-IV à Paris, il abandonne sa préparation avant le concours d’entrée à l’École normale supérieure en 1944 pour s’enrôler dans les Forces françaises de l'intérieur (FFI). Il termine la guerre dans le 1er régiment de chasseurs parachutistes et fait quelque temps partie de la Direction de la surveillance du territoire avant de retourner à la vie civile.
Il reprend alors à la Sorbonne des études de Lettres classiques qu’il poursuit jusqu’à l’Agrégation . Il enseigne pendant une vingtaine d’années dans divers lycées, dont le Lycée français du Caire.
Au cours des années 1960, il commence à se tourner vers l’écriture en entamant Orientation et produit une première mouture d’Itinéraire, qu’il remaniera après 1968 lorsqu'il se retirera de l’enseignement pour pouvoir s’adonner à l’écriture et à la photographie en noir et blanc.
La décennie soixante-dix et le début des années 1980 verra la composition de ses autres titres, Wong, Fleuve, Les Chroniques de l’Ordre blanc, Le Serpent dans le basalte et un certain nombre d’Histoires brèves, mais jamais il ne cherchera à les publier.
Au cours de la même décennie, il se livre à des recherches personnelles sur les mythes ainsi que sur divers domaines de l’histoire des religions. Il se penchera  brièvement sur un aspect de l’astrologie qui traite des coïncidences et concomitances entre les mouvements des planètes et ceux des hommes. Ses réflexions sont concrétisées d’une part dans des travaux sur l’Odyssée, et d’autre part dans l’élaboration d’une fiction, La Roue de Fortune.
Le début des années 1980 marque la fin de son activité d’écriture romanesque et, pendant une vingtaine d’années, les manuscrits sont relégués dans un coffre au grenier. Ce n’est qu’après le tournant du siècle qu'il se penchera à nouveau dessus pour en parfaire des détails.
Au début des années 1980, se fixant en Ardèche, il établit un arboretum auquel il consacre ses soins pendant les vingt-cinq dernières années de sa vie. 

Il décède le 19 novembre 2005 à Genève. Quelques mois avant sa mort subite, il a effectué, au moyen de son ordinateur, les Métamorphoses, « étonnante série d’images en couleurs, où se retrouvent sous une forme nouvelle les thèmes qui hantaient son imaginaire trente ans auparavant ».

## Œuvre

### Publications
- Jean Rigaud (préf. Nadine Katz), Cavaliers seuls, La Table ronde, coll. « La Palatine », 21 juin 2007, 796 p. (ISBN 978-2-7103-2967-1)Recueil de l'ensemble des œuvres de l'auteur, publiées à titre posthume, contenant sept récits (Itinéraire, Orientation, Fleuve, Les Chroniques de l’Ordre blanc, Le Serpent dans le basalte, La Roue de Fortune et Wong) ainsi que deux recueils d'histoires brèves (Bryan, mon ami et le Temps qui passe). Les œuvres sont suivies d'une postface de Nadine Katz ou de Michel Leroux.
- Jean Rigaud (préf. Nadine Katz), L'Odyssée, parcours zodiacal, 20 p. (lire en ligne), étude publiée par le Centre international d’études homériques (CIEH) de l’université Grenoble-III.
- Métamorphoses, Laurac-en-Vivarais, Éditions La Féline, octobre 2009, 208 p. (ISBN 978-2-9534946-0-0), recueil de cent « photographismes » (photographies originales transformées sur ordinateur).
- Free Lance, Éditions La Féline, aout 2011 (ISBN 978-2-9534946-2-4), poème inédit en deux livrets-accordéon de vingt photographies en noir et blanc et vingt versets, édition bibliophilique.
- Wong : histoire d'un spectateur qui fut marchand, pirate, astrologue et sans doute amoureux, Laurac-en-Vivarais, Éditions La Féline, aout 2011, 184 p. (ISBN 978-2-9534946-1-7), édition bibliophilique illustrée de 36 photographies originales en noir et blanc pleine page.
- Masques, Éditions La Margeride, octobre 2013, édition bibliophilique illustrée de 6 gravures originales en couleurs pleine page par Robert Lobet.
- Talus texte de Jean Gabriel Cosculluela, Photographie de Jean Rigaud.
- Jeu de Piste, Éditions La Féline, décembre 2013, 40 p..  (ISBN 978-2-9534946-5-5) textes de Jean Rigaud, choisis par Eva Barbuscia[3]et adaptés pour le théâtre  par David Le Roch.
- Cosmos, composition d'Eva Barbuscia sur des citations de Cavaliers seuls.

### Expositions
- Mars 2009 : château d'Aubenas
- Juin 2009 : médiathèque de Montpezat-sous-Bauzon
- Novembre 2009 : galerie Sylvia Rhud à Paris
- Avril 2010 : centre culturel français à Innsbruck
- Juin 2010 : centre culturel français à Pékin
- Septembre 2010 : centre culturel français à Édimbourg
- Octobre 2010 : centre culturel français à Brême
- Février 2011 : centre Culture français à Kiel

### Représentations deJeu de Pisteau théâtre
Une soixantaine de 2014 à 2017 : voir le site www.jeudepiste-jeanrigaud.com

### Livres-audio
Correspondant aux textes téléchargeables sur www.contes-philosophiques.com  :
Les enregistrements au Studio ABP  se sont échelonnés de mars 2018 à juillet 2020
- Le Serpent dans le Basalte lu par Patrick ABEJEAN, 2018
- Orientation lu par Stanislas de la TOUSCHE, 2019
- Fleuve lu par Stanislas ROQUETTE, 2019
- La Roue de Fortune lu par Patrick ABEJEAN, 2019
- Itinéraire  lu par Eric Herson Macarel, 2020
- Les Chroniques de l'Ordre Blanc lu par Xavier BÉJA  & alii. 2020
- Wong, Histoire d'un Spectateur... lu par Robin RENUCCI & allii. 2020

Histoires Brèves, lues par divers lecteurs et lectrices en 2019 et 2020.
Un coffret contenant les 7 longs-métrages, 14 Histoires Brèves et un Bonus est sorti des presses en mars 2021.

### Lectures en public
Bryan mon ami par Le Théâtre Volant: .La première, le 14 octobre 2018 à Gif-sur-Yvette, fut suivie  de plusieurs autres en divers lieux dont le Festival OFF d'Avignon en 2016, 2017 & 2021, jusqu'à la crise sanitaire.
Une lecture musicalisée de Cosmos est prévue au Château de Belleville de Gif-sur-Yvette le26/03/23.

## Regards sur l'œuvre
Substance de l’œuvre de fiction :

« Très influencé par le cinéma, l'auteur excelle dans les scènes de mouvement rapide et dans les ellipses. L'effet produit est celui d'un labyrinthe aux détours habilement tracés: par delà les tribulations existentielles et relationnelles des personnages centraux, qui forment la trame des récits, il nous introduit dans un univers à triple fond. Une lecture du premier degré ouvre un large éventail de situations plus ou moins familières, de la poursuite automobile au naufrage d'un vaisseau spatial, de la noyade dans un fleuve en crue à une rixe sur un ferry pris dans la tempête, d'une parodie de cérémonie cultuelle dans une communauté sous influence aux méthodes inédites d'un chercheur d'or, ou de l'aventure sur des mers lointaines à l'exploration de temps anciens. Mais à travers le réalisme et l'humour inhérents au reportage, et sous la puissance visuelle et poétique de l'évocation des lieux, perce une réflexion sur des questions fondamentales pour l'homme d'aujourd'hui, comme,entre autres, l'exercice du pouvoir ou l'aptitude de l'homme à conquérir sa liberté... À quoi s'ajoute, au-delà de nos préoccupations contemporaines, un regard sur la relation de l'homme avec le  cosmos, propre à nous faire réfléchir à notre tour sur la validité de nos jugements et de nos choix personnels... »

« Pour Platon, le poète était un inconscient, un simple transmetteur traversé par des ondes divines. Pour ma part, je regarde mes textes avec un curieux sentiment d’étrangeté. Il m’arrive même de me casser la tête pour tenter d’en saisir la portée. J'ai eu l'impression d'explorer un pan du monde, au-delà de la psychosociologie, de rechercher une liaison existentielle entre l'homme et la matière, entre l'homme et les éléments, où des états de conscience très différents, des expériences apparemment déconnectées, des symboles divers étaient présentés simultanément dans ce tourbillon cosmique où nous sommes immergés.  Il y a un abîme entre mon attitude en tant que critique et en tant qu’explorateur. Quand j’écris de la fiction, je ne dirige plus, je suis pris par des images qui me sont imposées. Mon travail est celui de l’artisan qui se borne à fignoler la réalisation à partir du dessin de l’ornemaniste, à essayer de comprendre le sens de ce dessin et à ne pas trop le trahir par l’exécution... »

— Jean Rigaud, Cavaliers seuls  
Substance de l’œuvre graphique :
Au départ, Jean Rigaud photographiait en noir et blanc l’eau et les ruines, les arbres et les rochers. C’est seulement à la fin d’un très long parcours en noir et blanc que, au cours des quinze derniers mois de son existence, il adapta le « Réel » imprimé sur la pellicule pour en faire, utilisant l’ordinateur, des représentations de sa propre vision du monde, de sa recherche de la relation entre  l’homme et le cosmos . C’était là, en effet,une autre façon de voir le monde, puisque le logiciel lui permettait aussi bien  de « coloriser » ses photos   que de les transformer en rêves . Ce qui était à l’origine de simples photos se trouva ainsi « métamorphosé » en œuvres d’art que l’on peut qualifier de « tableaux », tellement elles sont le reflet du monde onirique que l’œuvre de fiction  laissait déjà transparaître . Ces compositions curieuses sont regroupées dans un album aussi luxueux qu’original. L’ouvrage comporte une centaine de planches, accompagnées de textes brefs extraits de Cavaliers seuls,[. …] transpositions de rêves ou visions cosmiques, personnages fantomatiques  éloignés et proches à la fois du réel, paysages inquiétants ou reposants 
« Je suis conscient que mes recherches me font rejoindre un univers de pensée archaïque où la nature était encore vitalisée. Je m’efforce de dégager des images latentes qui établissent un pont entre la perception immédiate et les strates cachées du mystère du monde (« vaste programme » aurait dit le général) et cela demande beaucoup de temps. Photoshop me semble être un instrument aussi puissant qu’un pinceau de peintre, un ciseau de sculpteur ou un burin de graveur. Encore faut-il avoir quelque chose à en faire.  Pour commencer il faut sentir, déterminer, quel paysage ou fragment de paysage recèle des potentialités fantastiques, et tâcher ensuite de trouver les couleurs  et/ou  les outils techniques propres à les réaliser. Ou bien déceler dans telle aspérité l’incitation à accentuer l’allusion anthropomorphe ou thériomorphe qui permettra d’inscrire le cliché dans la série Masques ou Bestiaire – avec un succès parfois douteux, car les spectateurs ne voient pas nécessairement ce que j’ai vu moi-même. Et c’est tant mieux, car l’univocité trop flagrante est un piège »
— Jean Rigaud, Métamorphoses
Après la Lecture du 14 octobre 2018
Je recueille les félicitations après cette première LECTURE. Ci-dessous le message mail d'une des personnes faisant partie de l'atelier de lecture à haute voix. D'autres m'ont dit combien ils-elles se sont senties "prises" par le texte, découvrant un auteur, un univers. Emportés par une langue au vocabulaire riche (sic). Une de mes élèves a raconté aux autres le résumé de chacune des nouvelles avec beaucoup de précision et une grande compréhension du sens, cela m'a frappé par sa justesse. le public a aimé la musique comme se fondant à l'œuvre permettant aussi quelques pauses. Il a également apprécié notre complicité sur scène et le côté "vivant". (Sylvie Dadoun 16/10/18)
Bonjour Sylvie,
Votre lecture des nouvelles de Jean Rigaud fut formidable. J’ai l’habitude des lectures d’auteurs à la Comédie Française, et au Musée Guimet et vraiment votre prestation théâtralisée accompagnée de musique m’a émerveillée. Bravo! et j’espère que vous en ferez d’autres.
Quand je pense à ta patience devant nos essais amateurs et maladroits ,je mesure le professionnalisme dont vous avez fait preuve. J’ai téléchargé les œuvres de Jean Rigaud et je vais lire d’autres nouvelles. (Cécile B.-F.)